# استنلی فیش
استنلی فیش (به انگلیسی: Stanley Eugene Fish) نظریه‌پرداز ادبی و پژوهشگر حقوقی است. اگرچه فیش هیچ مدرکی در زمینه حقوق و قانون ندارد، اما او در حال حاضر استاد مدعو مدرسه حقوق دانشگاه یشیوا نیویورک است. 
او از افرادی شناخته می شوشد که در ظهور و توسعه نظریه واکنش خواننده نقشی اساسی ایفا کرده اند.